# Violences sexuelles et sexistes dans l'Armée française
Pour des articles plus généraux, voir Forces armées françaises et Mouvement #MeToo en France.
Les violences sexuelles et sexistes dans l'Armée française concernent les violences sexuelles et sexistes commises par des militaires des Forces armées françaises.
En 2014, le livre La guerre invisible, révélations sur les violences sexuelles dans l'armée française, met en lumière l'omertà de l'Armée française sur ce sujet. À la suite de cette publication et d'une enquête interne, Jean-Yves Le Drian, ministre des Armées, crée la plateforme Thémis, chargée de recueillir les témoignages de victimes et de lancer des enquêtes. 

## Historique
En février 2014, les journalistes Leila Minano et Julia Pascual publient le livre La Guerre invisible résultat d'une enquête menée pendant deux ans au sein de l’Armée française concernant les violences sexuelles subies par des femmes. Une cinquantaine d’affaires y sont évoquées. À la suite de cette publication, Jean-Yves Le Drian, ministre des armées, demande l’ouverture d’une enquête interne, puis crée la cellule Thémis.  
En avril 2014, la cellule Thémis, chargée de recueillir les témoignages de victimes et de lancer des enquêtes, est mise en fonctionnement. Elle permet un signalement des faits sans passer par la hiérarchie de la victime alléguée ou d'un témoin. Lors de la première année après sa création 66 cas sont mentionnés. En 2023, la plateforme Thémis, située au sein d'Hexagone Balard, regroupant les états-majors des Forces armées françaises à Paris, reçoit 220 signalements pour violences sexuelles, dont 28 viols et 73 agressions sexuelles. En 2024, Thémis est constituée d'une « petite équipe » de 7 personnes et assure le suivi de 500 victimes. Pour la députée Laetitia Saint-Paul, ancienne officier de l'armée de terre : « Les chiffres sont complètement sous-évalués », de nombreuses affaires ne parviennent pas à Thémis,,. 
En mars 2024, la députée est reçue par le cabinet de Sébastien Lecornu, ministre de la défense puis elle rencontre Aurore Bergé,. Une nouvelle instruction, datée du 26 mars, est envoyée à tous les commandements, elle indique : « chaque fois qu’il existe une suspicion de viol ou d’agression sexuelle présentant un caractère suffisant de vraisemblance, la personne mise en cause sera systématiquement suspendue de ses fonctions ». Par ailleurs, Sébastien Lecornu décide, en avril, d'engager une mission d’inspection sur les violences sexuelles dans l’armée,. Un rapport, rendu public en juin 2024, mentionne une organisation actuelle « qui ne saurait satisfaire » et présente 50 recommandations. Ainsi la cellule Thémis est décrite comme « sous-dimensionnée », ses moyens doivent être renforcés. Par ailleurs la charge de Thémis sera allégée en créant une cellule d’écoute des victimes confiée à une plate-forme spécifique, avec des agents spécialisés. De plus, il est préconisé une utilisation plus systématique de l’article 40 du code pénal, qui indique que tout fonctionnaire qui a connaissance d’un crime ou délit doit alerter le parquet,.

## Affaires médiatisées

### Lycée militaire de Saint-Cyr
Selon une enquête du quotidien Libération, en mars 2018, au sein du lycée militaire de Saint-Cyr, le sexisme est « érigé en système au sein des classes préparatoires militaires par un puissant groupe d’élèves : les tradis. Entre humiliations et harcèlement moral, tout est fait pour saper les ambitions des étudiantes »,,. À la suite de cet article, la ministre des Armées Florence Parly annonce des sanctions : les élèves visés par les accusations sont exclus et certains cadres sont remplacés,.
En mars 2019, le journal Libération écrit qu'« un an plus tard, et malgré les annonces du ministère, les tradis sévissent toujours ». Selon ses journalistes, les inscriptions misogynes ont toujours cours, ainsi que les interjections argotiques et sexistes pour désigner publiquement les étudiantes en couple ou célibataires, et « l’indifférence courtoise qui consiste à ne jamais adresser la parole aux filles ». La sanction infligée à un auteur d'inscription misogyne identifié (sept jours d’exclusion avec sursis) est jugée insuffisante par le média. À ces faits s'ajouterait « la chape de plomb posée par les autorités du lycée pour que rien ne sorte, selon les mots d'un haut gradé ».

### Base aérienne 133 Nancy-Ochey

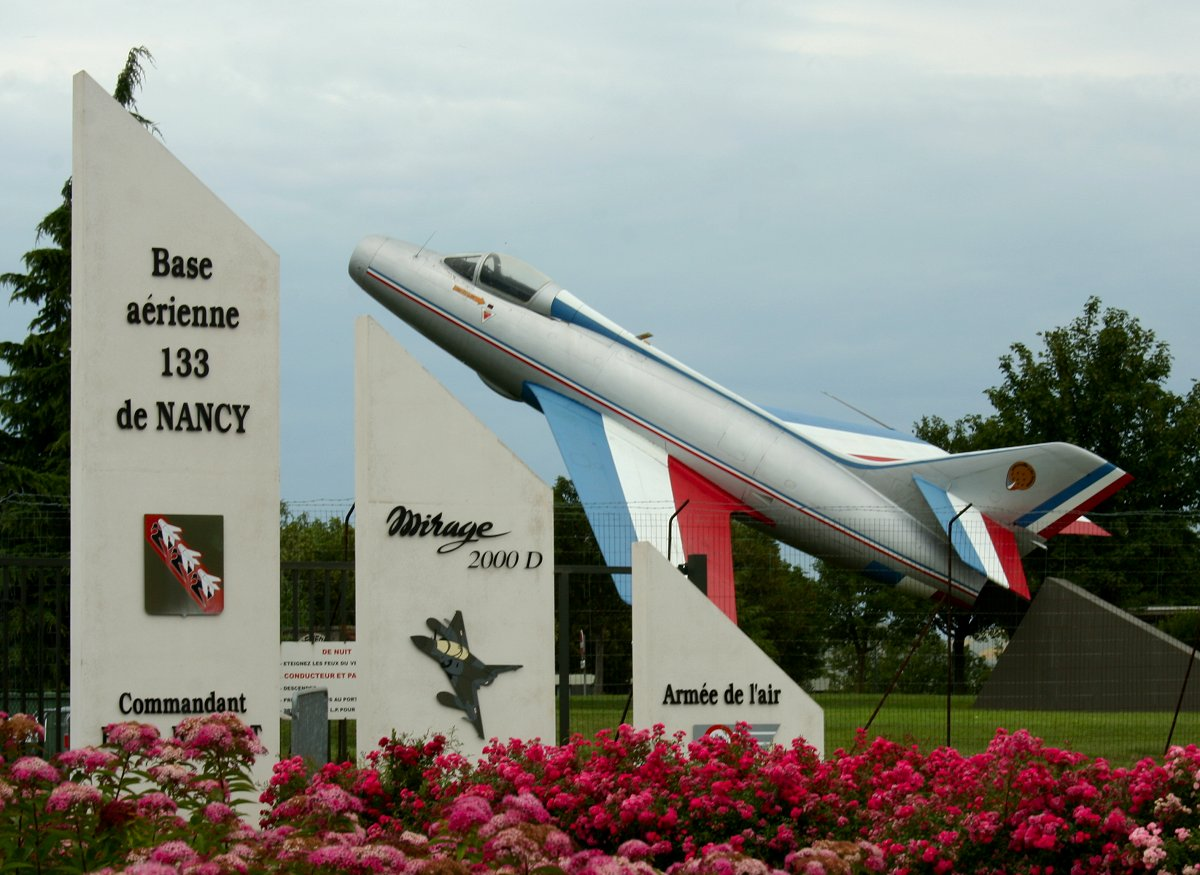
Entrée de la base aérienne 133 Nancy-Ochey (2007).

Cinq plaignants de la base aérienne 133 Nancy-Ochey, deux femmes et trois hommes, de tous les grades dont un pilote ont déposé plainte en 2021 au parquet de Metz pour « harcèlement moral ». Les plaintes concernant les femmes évoquent des propos inappropriés, en particulier lorsque celles-ci sont enceintes. Il est également indiqué des obligations de participation à des réunions dans des salles décorées de photos de femmes nues. Une militaire qui a refusé de montrer ses seins est « mise de côté », certains gradés expliquant « que cela favorisait l'intégration ». Par ailleurs une militaire indique : « Le premier jour où je suis arrivée, on m'a traitée de pute. Je me suis dit que c'était une mauvaise blague. Chaque jour, je me suis dit que c'était une autre mauvaise blague. »,. 
Un militaire, sergent mécanicien, raconte que le harcèlement subi commence avec des remarques homophobes, des claques, des insultes, son travail est systématiquement critiqué. En 2014, il est forcé à boire, tabassé, il reçoit des fessées déculottées. Son crâne est partiellement rasé, les cheveux laissés forment le dessin d'un phallus. Il quitte l'armée en 2019 et porte plainte auprès de la plateforme Thémis. À la suite de celle-ci, huit militaires de la base aérienne de Nancy-Ochey sont condamnés en 2022 à de la prison avec sursis.

### École militaire de Saint-Cyr
La députée Laetitia Saint-Paul, ancienne élève de l’École spéciale militaire de Saint-Cyr, indique que les femmes étaient surnommées « Les grosses ». Son capitaine de compagnie indiquait : « Mieux vaut être insultée qu’ignorée, ça vous fait exister »,.
Selon une enquête journalistique diffusée en avril 2024, dans L’Œil du 20 heures sur France Télévisions, trois enquêtes judiciaires sont ouvertes en novembre 2023. Un témoin indique : « Depuis l'automne, les choses se dégradent considérablement pour les femmes du bataillon. Sur 18 filles, deux sont en arrêt maladie, une a tenté de mettre fin à ses jours et deux autres ont vécu des agressions sexuelles ». Le harcèlement concerne aussi les élèves hommes qui parlent aux femmes, voire essaient de les défendre, ils sont appelés les « souzes » qui se traduit par « sous-hommes ». Pour Guillaume Ancel, les abus sont tolérés par le commandement pour protéger l’institution ; il dénonce une omerta. À la suite de cette diffusion révélant notamment une agression sexuelle d'un officier sur une élève en juillet 2023, la direction de l'école annonce qu'elle va signaler cette nouvelle affaire à la justice,.

### Affaire Manon Dubois dans la marine
En 2021, Manon Dubois porte plainte après avoir été agressée sexuellement, pendant des missions en mer, par un autre militaire à plusieurs reprises. Son agresseur est rappelé à l'ordre une première fois puis après une nouvelle série d'agressions, qu'il reconnait, sur la frégate Normandie, il est condamné seulement à 10 jours d'arrêt, à un stage de lutte contre le sexisme et les violences faites aux femmes et à une amende de 600 euros. Après plusieurs arrêts-maladie, Manon Dubois quitte l'armée. Après la révélation de cette affaire par les médias, la députée Laetitia Saint-Paul intervient et indique : « Manon Dubois, est le cas de trop. On est sur un mode d'action classique : un agresseur qui a fait ses preuves opérationnelles, et une jeune recrue pleine de talent, de vie, agressée qui se fait éjecter de l'institution ».